# Helena Šáchová
Helena Šáchová (15 de septiembre de 1907-19 de noviembre de 1988) fue una deportista checoslovaca que compitió en tiro con arco, en la modalidad de arco recurvo. Ganó dos medallas en el Campeonato Mundial de Tiro con Arco al Aire Libre de 1948, oro en la prueba por equipo y bronce en individual.

## Palmarés internacional
| Campeonato Mundial al Aire Libre | Campeonato Mundial al Aire Libre | Campeonato Mundial al Aire Libre | Campeonato Mundial al Aire Libre |
| Año                              | Lugar                            | Medalla                          | Prueba                           |
| -------------------------------- | -------------------------------- | -------------------------------- | -------------------------------- |
| 1948                             | Londres (Reino Unido)            | Medalla de oro                   | Equipo                           |
| 1948                             | Londres (Reino Unido)            | Medalla de bronce                | Individual                       |